# Эльдем, Халил Этхем
Халил Этхем Эльдем (тур. Halil Ethem Eldem, 24 июня 1861 — 17 ноября 1938) — османский и турецкий государственный деятель.

## Биография
Родился 24 июня 1861 года в Стамбуле. Сын великого визиря Ибрагим Эдхем-паши, брат художника Османа Хамди-бея и нумизмата Исмаил Галиб-бея.
Учился в Стамбуле, Берлине, Цюрихе и Вене. Затем защитил докторскую диссертацию по философии в Бернском университете. После этого вернулся в Стамбул